# Oreolalax
Az Oreolalax a kétéltűek (Amphibia) osztályába, a békák (Anura) rendjébe és a csücskösásóbéka-félék (Megophryidae) családjába tartozó nem.

## Elterjedése
A nembe tartozó fajok Kína délnyugati részén, Mianmarban, Vietnámban és India északkeleti részén honosak. Az indiai Arunácsal Prades államban élő populációt még nem sorolták be egy fajhoz sem, az is lehetséges, hogy a Scutiger nembe tartoznak.

## Rendszerezés
A nembe az alábbi fajok tartoznak:
- Oreolalax chuanbeiensis Tian, 1983
- Oreolalax granulosus Fei, Ye, & Chen, 1990
- Oreolalax jingdongensis Ma, Yang, & Li, 1983
- Oreolalax liangbeiensis Liu & Fei, 1979
- Oreolalax lichuanensis Hu & Fei, 1979
- Oreolalax longmenmontis Hou, Shi, Hu, Deng, Jiang, Xie, & Wang, 2020
- Oreolalax major (Liu & Hu, 1960)
- Oreolalax multipunctatus Wu, Zhao, Inger, & Shaffer, 1993
- Oreolalax nanjiangensis Fei & Ye, 1999
- Oreolalax omeimontis (Liu & Hu, 1960)
- Oreolalax pingii (Liu, 1943)
- Oreolalax popei (Liu, 1947)
- Oreolalax puxiongensis Liu & Fei, 1979
- Oreolalax rhodostigmatus Hu & Fei, 1979
- Oreolalax rugosus (Liu, 1943)
- Oreolalax schmidti (Liu, 1947)
- Oreolalax sterlingae Nguyen, Phung, Le, Ziegler, & Böhme, 2013
- Oreolalax weigoldi (Vogt, 1924)
- Oreolalax xiangchengensis Fei & Huang, 1983